# Guillermo Díez-Canedo
Guillermo Díez-Canedo Fernández (Madrid, 11 de noviembre de 1982) es un deportista español que compitió en piragüismo en la modalidad de eslalon.
Ganó una medalla de bronce en el Campeonato Mundial de Piragüismo en Eslalon de 2009, en la prueba de K1 por equipos. Participó en los Juegos Olímpicos de Pekín 2008, ocupando el decimocuarto lugar en la prueba de K1 individual.

## Palmarés internacional
| Campeonato Mundial | Campeonato Mundial    | Campeonato Mundial | Campeonato Mundial |
| Año                | Lugar                 | Medalla            | Competición        |
| ------------------ | --------------------- | ------------------ | ------------------ |
| 2009               | Seo de Urgel (España) | Medalla de bronce  | K1 por equipos     |